# Luptele din Pasul Tulgheș (1916)
Luptele din Pasul Tulgheș au reprezentat acțiuni militare de nivel tactic, desfășurate pe Frontul Român în timpul campaniei din anul 1916 a participării României la Primul Război Mondial. Ele s-a desfășurat în mai multe etape, prima dintre acestea fiind în perioada 30 septembrie/13 octombrie-16/29 octombrie 1916. Această primă etapă s-a finalizat cu victoria forțelor române ale Diviziei 14 Infanterie – aflate în defensivă, împotriva forțelor Puterilor Centrale – aflate în ofensivă, ale Diviziei 37 Infanterie Honvéd. Luptele în cauză au făcut parte din acțiunile militare care au avut loc în timpul Operației de apărare a trecătorilor Carpaților.
După 28 octombrie 1916, apărarea regiunii a fost preluată de către trupele Armatei Imperiale Ruse. La 4 noiembrie 1916, Armata  9 rusă a lansat un atac în Carpații Orientali, cu scopul de a ajuta trupele române, aflate la sud. Beneficiind de suportul Diviziilor 8 și 10 Infanterie bavareze și al unor unități din Corpul de Cavalerie austro-ungar, soldații Corpului XXI Armată austro-ungar au reușit să respingă atacul Corpului 36 Armată rus, victoria defensivei Dublei Monarhii fiind consemnată la 11 noiembrie 1916.
O serie de acțiuni limitate au avut loc ulterior pe plan local în perioada următoare din partea ambelor tabere, cu scopul de îmbunătățirea a situației tactice pe teren, fără ca acestea să fie capabile să schimbe situația generală în zona Pasului Tulgheș. În condițiile dificile ale iernii 1916-1917, continuarea operațiunilor a devenit până în primăvara anului 1917 aproape imposibilă.
Până la încetarea războiului, în perioada 1917-1918, pe plan local nu au mai avut loc decât ajustări ale liniei frontului.

## Contextul

### Geografic
Drumul prin Pasul Tulgheș împreună cu șoseaua de pe valea Trotușului reprezentau în epocă, singurele căi de comunicație din regiunea Carpaților Orientali dintre Transilvania și Regat care, datorită înălțimii lor relativ reduse, puteau fi exploatate din punct de vedere militar cu mare randament pentru transportarea artileriei grele și pentru convoaie auto sau hipo. De asemenea, erau singurele dintre Regat și Austro-Ungaria din această regiune carpatică de-a lungul cărora, se puteau angaja efective mai mari, dat fiind că de-a lungul acestora existau aglomerări umane și, ca atare, resurse necesare pentru susținerea coloanelor militare.

### Militar

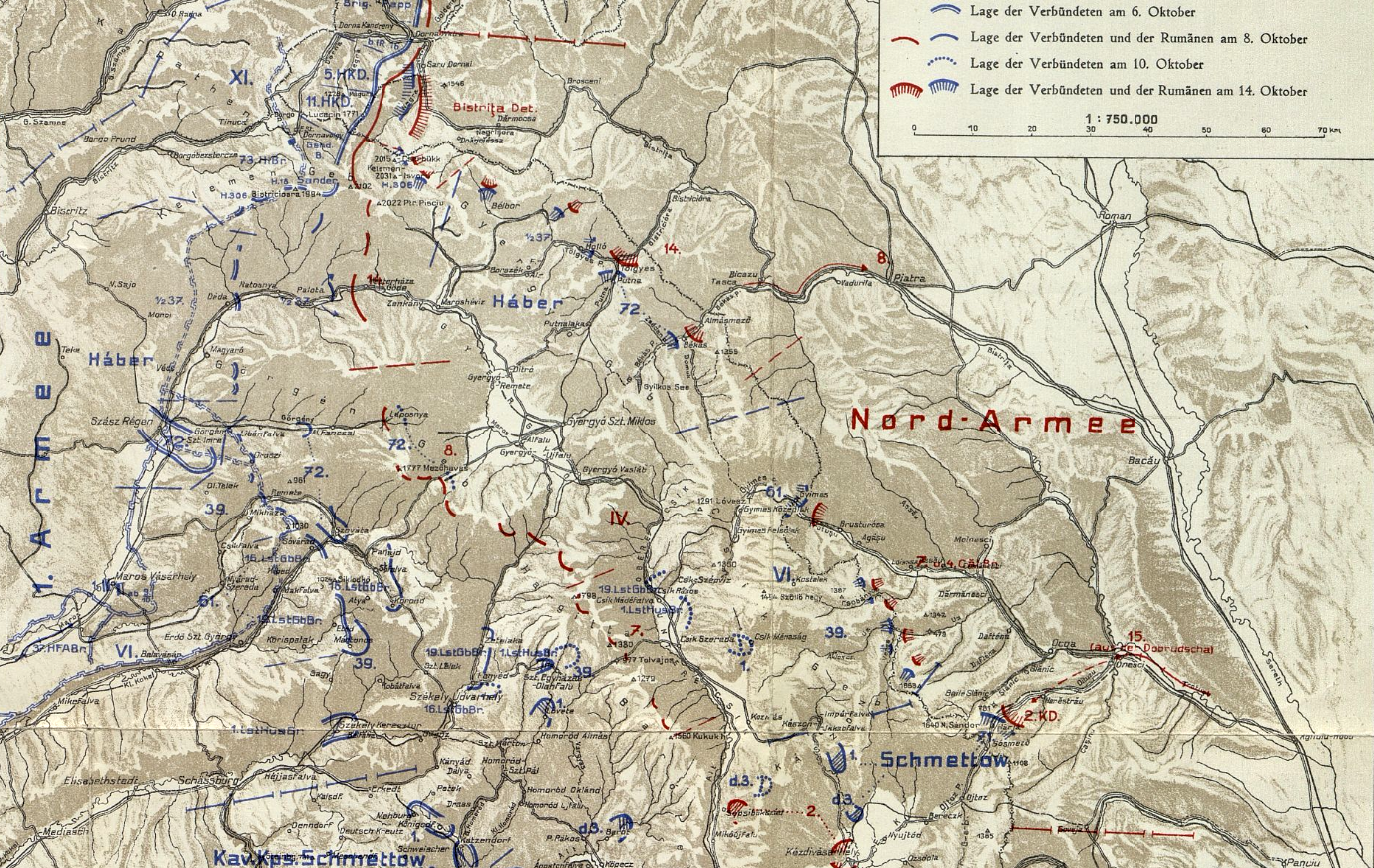
Retragerea Armatei de Nord pe vechea frontieră

Ca urmare a bătăliilor de la Sibiu și de la Brașov de la sfârșitul lunii septembrie și respectiv începutul lunii octombrie, Armatele 1 și 2 române au fost obligate să se retragă din Transilvania în Vechiul Regat, presate de Armata a 9-a germană. În acest context, în aripa dreaptă a dispozitivului român Armata de Nord a trebuit să se plieze manevrelor făcute de vecinii săi, având misiunea de a întârzia printr-o retragere treptată, Armata 1 austro-ungară. Odată cu finalizarea retragerii din Transilvania, Armata de Nord a ocupat crestele Munților Moldovei și trecătorile lor, la 1/14 octombrie aproape toate unitățile armatei fiind dispuse pe frontieră, în pozițiile fortificate construite înainte de invazia Transilvaniei. În aripa dreaptă se afla la nord Divizia 14 Infanterie (comandată de către generalul Paraschiv Vasilescu), care rămăsese însă dincolo de frontieră ocupând regiunile Bistricioarei și Bicazului, precum și valea inferioară a Tarcăului. Divizia realiza la dreapta legătura cu aripa stângă a Armatei 9 Ruse (comandant Platon Alexeevici Lecițchi) la Broșteni și avea la stânga Divizia 7 Infanterie. La 6/18 octombrie 1916, întreaga Divizie a 14-a a fost atașată din punct de vedere operativ Armatei 9 Ruse.
Misiunea Armatei 1 austro-ungare a fost aceea de a asigura spatele trupelor germane, în ce privește posibilitatea unor atacuri venite dinspre nord-est. Cu acest scop, ea trebuia să ajungă să stăpânească în cel mai scurt timp posibil creasta principală a Carpaților, menținând legătura la dreapta cu trupele amice. În cadrul acestei armate, Corpul XXI Armată austro-ungar urma să înainteze spre văile superioare ale Bicazului și Bistricioarei, iar Corpul VI Armată austro-Ungar urma să se axeze spre valea Trotușului. Corpul XXI Armată austro-ungar (comandant Kasimir von Lütgendorf) a primit misiunea de a ataca cu cele două divizii ale sale (Divizia 37 Infanterie Honvéd și 72 Infanterie austro-ungară) pe văile Bistricioarei și respectiv pe cea a Bicazului.
Este de menționat că până la sosirea lui Lütgendorf de pe Frontul italian, cele două divizii din extremitatea nordică a Armatei 1 austro-ungare au fost reunite sub comanda generalului Johann Háber, formând astfel Grupul Háber. Deoarece comandamentul acestuia nu a dispus de ofițerii necesari pentru a controla în mod adecvat cele două divizii și acestea erau răsfirate pe un teritoriu întins, Corpul IX Armată austro-ungar (1916-1918) din Armata 7 austro-ungară (1916-1918) a preluat pentru un timp comanda unităților lui Háber, acesta fiind atașat temporar Armatei 1 austro-ungare.
După ce comandamentul Corpului XXI Armată austro-ungar a preluat controlul în regiunea de nord, Corpul IX Armată austro-ungar s-a reîntors la Armata 7 austro-ungară.
La 29 septembrie/12 octombrie 1916 a început în aripa stângă a Armatei de Nord bătălia pentru trecătorile Moldovei, care s-a propagat ulterior pe toată lungimea frontierei muntoase, până la valea Dornei.

## Preludiul
La 23 septembrie/6 octombrie Divizia 8 Infanterie a primit ordinul de a se retrage către Tulgheș, sub acoperirea Diviziei 14 Infanterie. Cele două divizii s-au retras spre Pasul Bicaz și Pasul Tulgheș, la 27 septembrie/10 octombrie, Divizia 14 Infanterie primind din partea comandantului Armatei de Nord misiunea de a acoperi sectorul cuprins între Păltiniș și cursul superior al Tarcăului. Pentru aceasta, i s-a ordonat să se retragă cu grosul în regiunea Bistricioara–Hangu–Bicaz, coordonându-se cu Divizia 8 Infanterie, care urma în continuare să se retragă spre Piatra Neamț pe două coloane, una pe direcția Ditrău–Tulgheș–valea Jidanului–Bicazu Ardelean–Bicaz și alta pe direcția Ghergheni–Bicazu Ardelean–Bicaz. De la Piatra Neamț, aceasta urma să fie trimisă cu trenul spre valea Oituzului. În data de 28 septembrie/11 octombrie Divizia 14 Infanterie se afla cantonată în lungul șoselei de pe valea Bistricioarei până la Tulgheș, în timp ce în seara aceleiași zile, prima dintre brigăzile Diviziei 8 Infanterie intra pe valea Putnei.
La 29 septembrie/12 octombrie, în timp ce coloanele și serviciile Diviziei 8 Infanterie se îndreptau spre Piatra Neamț, Divizia 14 Infanterie a continuat să se retragă și s-a regrupat în zona văilor Bistricioarei și Bicazului, astfel:
- Regimentul 55 Infanterie călare pe valea Bistricioarei de la Comarnic (1512 m) la Higheș (1505 m).
- Regimentul 67 Infanterie, retras pe valea Jidanului, călare pe valea Jidanului și valea Bicazului, între Telec și Cipchieș (1359 m).
- Regimentul 86 Infanterie pe Grințieșul Mare și Grințieșul Mic.
- Regimentul 54 Infanterie la Neagra.
- Regimentul 24 Artilerie la Tulgheș și Regimentul 27 Artilerie la Răpciuni.

În data de 30 septembrie/13 octombrie, au rămas în zonă pe poziții pentru defensivă următoarele structuri ale Diviziei 14 Infanterie, în timp ce Grupul Bistrița al aceleiași mari unități se afla dispus la nord:
- Grupul Bistricioara, aflat sub comanda colonelului Constantin Neculcea, constituit din infanteria Regimentelor 56 și 55 Infanterie călare pe Bistricioara și a Batalioanelor 4/16 și 4/86 Infanterie la  dreapta pe Grințieș și la sud-vest pe originea văii Grințieșului, precum și 2 divizioane de artilerie din Regimentele 24 și respectiv 27 Artilerie, alături de Bateria 3 din Regimentul 4 Obuziere.[18] O parte din trupe au fost dispuse pe comunicația Tulgheș-Ditrău.[19]
- Grupul Bicaz, aflat la sud sub comanda generalului Claudian Ionescu, comandant la Brigăzii 27 Infanterie, călare pe văile Jidanului și Bicazului. Acesta era constituit de Regimentele 54 și 67 Infanterie, împreună cu 2 divizioane de artilerie din Regimentele 24 și respectiv 27 Artilerie. Spre originea râului Ața se afla Batalionul 3 din Regimentul 54 Infanterie.[18]
- în rezervă, la Hangu și Buhalnița, Regimentul 86 Infanterie.[18]

Retrași pe partea lor de frontieră, soldații români s-au instalat în fortificații construite înainte de invadarea Transilvaniei.
Urmărirea Diviziei 14 Infanterie de către trupele austro-ungare către valea Bistricioarei a fost foarte slabă. La data de 28 septembrie/11 octombrie trupele Diviziei 37 Infanterie Honvéd au ajuns la Toplița, unde și-a stabilit comandamentul generalul Johann Háber. Trecerea Mureșului în urmărirea trupelor române a fost întârziată ca urmare a distrugerii preexistente a podurilor. La rândul ei, Divizia 72 Infanterie austro-ungară, aflată sub comanda lui Alexander Emil Bandian a ajuns la Gheorgheni pe 29 septembrie/12 octombrie, de unde a avansat spre Bicaz-Chei la 30 septembrie/13 octombrie. La 1/14 octombrie, în timp ce centrul diviziei a ajuns la Cheile Bicazului, flancul său nordic a ajuns la valea Putnei. Bandian, stabilit mai întâi la Gheorgheni, și-a mutat comandamentul lângă Cheile Bicazului.
Tot la 1/14 octombrie, cele două divizii inamice au intrat în componența Corpului XXI Armată austro-ungar, sub comanda lui Kasimir von Lütgendorf, care și-a mutat cartierul general de la Joseni la Gheorgheni. Efectivul corpului de armată austro-ungar era de 8.000 de oameni, insuficient pentru obiectivul pe care Armata 1 austro-ungară i l-a stabilit la 29 septembrie/12 octombrie: ocuparea pasurilor Tulgheș și Bicaz și înaintarea în direcția Piatra-Neamț. Acest efectiv a ajuns ulterior la 10.600 de oameni, corpul trebuind să acopere o linie de front de 74 de km lungime.
În seara de 1/14 octombrie, dispunerea forțelor inamice era următoarea:
- Divizia 72 Infanterie austro-ungară:[25]

- Grupul Colonel Baatz pe Ghilcoș.
- Grupul Colonel Szabo pe valea Putnei spre Tulgheș.

- Divizia 37 Infanterie Honvéd, cu grosul efectivelor (aproximativ  o jumătate) reunite în Grupul Colonel Adorjan, detașament dispus spre nord-vest pe liziera vestică a satului Corbu. Flancul vestic era asigurat de două batalioane aflate în și la vest de Bilbor.[26]

## Luptele
Cu toate că atingerea obiectivelor trupelor austro-ungare urma să fie ușurată de retragerea unor unități române, necesare pentru a oferi sprijin în contextul înfrângerilor suferite de Armata României, în zona de sud a Transilvaniei, depășirea puternicelor fortificații românești, a fost o misiune care nu s-a putut efectua pe văile Bicazului și Bistricioarei. Tentativele trupelor inamice de a se apropia de pozițiile trupelor române au fost fie oprite de la distanță prin tirurile de artilerie, fie respinse de către focurile infanteriei, cu pierderi grele. La pierderile ambelor părți și-au adus contribuția temperaturile scăzute, mulți soldați degerând.

### Primele ciocniri

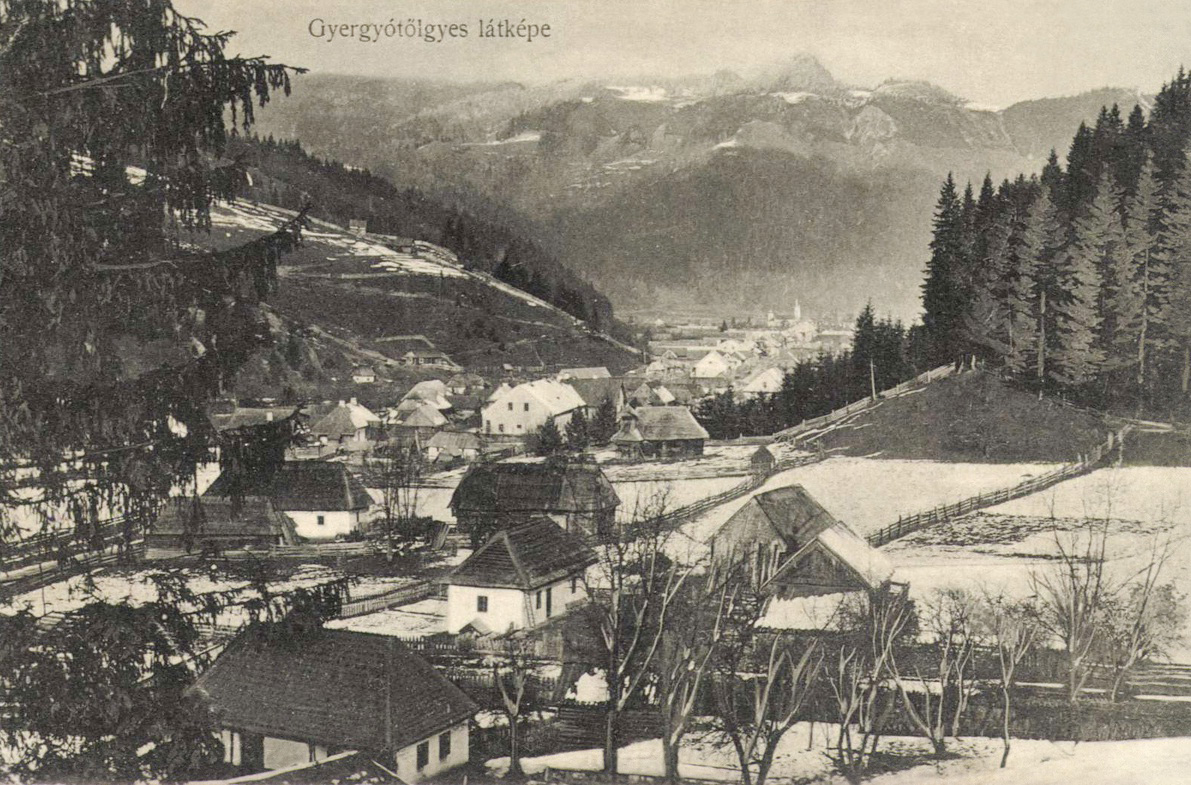
Platoul Șescul la Comarnic (aflat în plan îndepărtat, împreună cu Pietrele Roșii), domină dinspre nord Tulgheșul (aici în 1914, într-o perspectivă dinspre valea Putnei).

Divizia 37 Infanterie Honvéd, din momentul în care a început ascensiunea spre pas după trecerea Mureșului, a încetinit semnificativ progresul, rezultatele obținute fiind minore. Astfel, ajunși la 30 septembrie/13 octombrie la Corbu, soldații inamici au întâlnit aici rezistența trupelor române. După ce la 3/16 octombrie Brigda 73 Infanterie Honvéd (formată din Regimentele 13 Infanterie Honvéd din Pozsony și 18 Infanterie Honvéd din Sopron) a ajuns la Bilbor și a realizat legătura cu aripa dreaptă a Armatei 7 austro-ungare din Bucovina, în aceeași zi, înaintarea austro-ungară a fost stopată atât la Corbu, pe valea Bistricioarei, cât și pe văile Putnei și Bicazului.
Luptele duse au determinat comandamentul Corpului 21 Infanterie austro-ungar să aibă impresia că, un angajament frontal se va solda cu eșec, astfel că acesta a decis să încerce o învăluire prin aripa dreaptă a Diviziei 72 Infanterie austro-ungară, pe valea Dămucului. Pus sub comanda colonelului Sander, un detașament inamic a cucerit inițial la 6/19 octombrie la sudul Pasului Bicaz, muntele Cipchieș, amenințând stânga Diviziei 14 Infanterie. Generalul Paraschiv Vasilescu a constituit însă un detașament destinat să contraatace, care a atacat a doua zi și a recucerit în final terenul, restabilind situația anterioară.
Un alt atac a fost dat pe la nord de Corbu spre Bâtca Arsurilor (1385 m), de către Regimentul 13 Infanterie Honvéd. Deși trupele ungare au atins linia crestei și au ajuns până la pâraiele Seaca și Apa Neagră, un contraatac al trupelor Diviziei 14 Infanterie a recapturat Bâtca Arsurilor, pe data de 4/17 octombrie. În tranșee în fața poziției dominante aflate la 1385 m recapturate de români au rămas trupele Regimentului 15 Infanterie  Honvéd, în timp ce platoul Șesul la Comarnic – stăpânit spre est tot de către trupele române, era situat la 1518 m. Datorită rețelei de drumuri înguste și dificile, artileria diviziei ungare nu a putut urma decât tardiv infanteria și datorită fixării bateriilor în văi strâmte, tragerile – în mod necesar lungi, au fost ineficiente.

### Interludiul
Curând, trupele române au săpat tranșee, semn că luptele urmau să dureze, iar pe 18 octombrie a căzut prima zăpadă. Pe 19 octombrie, comandamentul lui Háber s-a mutat la Borsec. La 21 octombrie, pozițiile trupelor române ale Regimentului 55 Infanterie erau situate pe stânga Bistricioarei la nord de Corbu, până la pârâul Valea Seacă. Trupele Regimentul 56 Infanterie ocupa axul văii Bistricioarei și apoi aliniamentul care pornea dinspre Corbu spre sud-est peste interfluviul dintre Bistricioare și Putna și mai apoi trecea peste axul Putnei, pentru a trece mai departe peste interfluviul dintre Putna și Bicaz, spre Capul Jidanului.
| Condiții de desfășurare a luptelor de tranșee, în zonele montane |
| --- |
| Condițiile în care se desfășurau luptele din zonele montane făceau ca, monotonia războiului de tranșee din acele vremuri să nu mai existe. - Astfel, ca efect al existenței spațiilor moarte și a pădurilor, pregătirile de artilerie erau mai scurte. De asemenea, deplasarea tunurilor era dificilă pe teren și rețeaua de transport era formată din drumuri proaste. În consecință, artileria nu-și putea pune în valoare întreaga putere. Suplimentar, optimizarea traiectoriei tragerilor impunea folosirea artileriei cu tir curb reprezentată de obuziere și mortiere, dar ca efect al lipsei obuzierelor, au fost folosite cu precădere tunurile de munte. - Linia frontului adesea nu era contiguă, batalioanele și companiile luptând frecvent pe cont propriu, iar folosirea în mod independent a subunităților de tipul batalioanelor, companiilor și grupelor avea mai mari șanse de succes, datorită posibilității acestora de a se infiltra mai ușor. - Pe munte, atacul era mai dificil și apărarea mai ușor de susținut. Era mai simplu să camuflezi trupele și să ataci în mod acoperit, dar în același timp cele mai multe dintre acțiunile ofensive erau blocate în adâncimea de luptă. Precaritatea rețelei de transport determina ca artileria grea și cea de calibre medii împreună cu coloanele de aprovizionare să rămână în urmă, deși cea mai mare parte a infanteriei și a artileriei montane însoțitoare depășeau în mod uzual obstacolele de teren. - De asemenea, importanța curierilor pedeștri și ecveștri era mare, deoarece frecvent linia de comandă a unităților era întreruptă. - Serviciul în prima linie presupunea în timpul zilei asigurarea pozițiilor și ulterior veghea de noapte. Temperaturile extreme, adversitatea vremii, terenul, lipsa drumurilor prin trecători, precum și lipsa adăposturilor în cadrul arealelor montane, unde așezările erau rare, au avut un impact negativ semnificativ asupra trupelor. Pentru a nu îngheța iarna, soldații nu îndrăzneau să adoarmă în tranșee (uzual de 1,7 m adâncime), iar săparea unor adăposturi încălzite era consumatoare de timp, procesul trebuind reluat în cazul schimbărilor de poziție. |

Asigurarea nevoilor trupelor care luptau în arealul montan a constituit pentru austro-ungari o problemă serioasă. Prima locomotivă a ajuns la Gheorgheni de abia la 30 octombrie, deoarece repararea căii ferate și a podurilor de peste Mureș a necesitat timp. Liniile telegrafice și telefonice întrerupte au trebuit de asemenea să fie reparate, pentru a asigura coordonarea transporturilor militare pe calea ferată. Astfel, în timp de Divizia 37 Infanterie Honvéd a restaurat comunicațiile telefonice la 13 octombrie, Divizia 72 Infanterie austro-ungară nu a avut cablu disponibil.
| Serviciile auxiliare austro-ungare din zona de operații |
| --- |
| Deși numărul căruțelor de transport necesare aprovizionării trupelor era insuficient, rapid capacitatea drumului montan dintre Praid și Joseni de a face față necesităților aprovizionării a fost depășită și terasamentul a fost distrus de suprasarcină. Austro-ungarilor le lipseau de asemenea caii și cotigile pentru transportul direct al proviziilor către trupele situată în zona montană, serviciile din spatele primei linii ale acestora fiind în stare să livreze pe linia de front mâncare, în medie doar o singură dată pe zi per persoană. În gări, au fost create stații de alimentare cu provizii. La sfârșitul lunii octombrie însă, recolta din depresiunea Gheorgheni rămăsese încă în mare parte nestrânsă și deși au fost desemnați oameni să o facă, în lipsa altor resurse umane, aceștia au fost până la urmă alocați reconstrucției căii ferate. Serviciile auxiliare austro-ungare din spate au beneficiat atât de apariția unui atelier pentru reparat încălțămintea, cât și de cea a unei mașini de spălat, acționată de un motor cu aburi. Odată cu căderea iernii, fiecare divizie a primit în medie 1300 de șeminee pentru încălzirea adăposturilor, precum și 700 de sobe destinate liniei frontului, pentru ambele mari unități. De asemenea, serviciului sanitar îi lipseau ambulanțele, drept care au fost destinați 60 de căruțași pentru transportul răniților. Spre linia frontului, traseul a fost marcat în Corbu prin plantarea unor pini marcați distinctiv, de ambele părți ale drumului. Au fost înființate 10 stații de releu și de îngrijire sanitară pentru preluarea transporturilor de răniți. La Gheorgheni și Toplița au fost create spitale militare. S-au înființat stații obligatorii de dezinfecție (băi) și deparazitare (despăduchere) pentru populația care revenea în zonă, pentru a se lupta împotriva răspândirii în rândul trupelor a bolilor infecțioase aduse de aceasta. De asemenea, în dotarea Corpului XXI Infanterie austro-ungară a intrat un tren cu băi și au fost construite o serie de incinte cu dușuri. |

Luptele au încetat timp de câteva zile, până la 31 octombrie, perioadă în care trupele române au fost înlocuite de trupele rusești ale Corpului 36 Armată. Înlocuirea cu trupe ruse s-a făcut la 15/28 octombrie, acestea fiind subordonate Armatei 9 Ruse. Divizia 25 Infanterie rusă a fost dislocată pe valea Bicazului și Divizia 68 Infanterie rusă la Tulgheș, pe valea Bistricioarei. Astfel, Regimentul 56 Infanterie s-a retras din Tulgheș la 29 octombrie.
În ultimele zile ale lunii octombrie, în zona Gheorgheni au fost dislocate la dispoziție lui Lütgendorff, Regimentele 8 și 10 Infanterie bavareze. De asemenea, pentru a echilibra tactic efectivul celor 30.000 de oameni de care dispuneau rușii, la Borsec au fost dislocate la 3 noiembrie 1916 și efective ale Corpului de Cavalerie austro-ungar, aflat sub comanda lui Rudolf von Brudermann (dragoni austrieci, ulani polono-ucraineni și husari maghiari), în total 2.950 de călăreți și 2.160 de infanteriști (cea mai marea parte a Corpului rămânând între Remetea și Voșlăbeni). Aflate fiind cu fața spre Bâtca Arsurilor (1385 m), liniile austro-ungare se continua spre sud pe la Capul Corhanei (1153 m, situat chiar deasupra drumului principal) și apoi pe culmile aflate la sud de Tulgheș până la Higheș (1502 m), de unde se îndreptau spre Pasul Balaj (1078 m). În acest dispozitiv, valea Putnei reprezenta punctul critic.
| Acțiunile de luptă ale Armatei României de la Tulgheș și de pe valea Bicazului între 30 septembrie/13 octombrie-17/30 octombrie 1916, potrivit comunicatelor Marelui Cartier General român |
| --- |
| Comunicat Oficial nr. 47 din 30 septembrie/ 13 octombrie 1916, ora 7 dimineața. [...] “ ” Comunicat Oficial nr. 48 din 1/14 octombrie 1916, ora 7 dimineața Din munții Călimanului până în valea superioară a Uzului (vest de frontieră) mici acțiuni. “ ” Comunicat Oficial nr. 49 din 2/15 octombrie 1916, ora 7 dimineața În Căliman trupele noastre s-au retras spre graniță. La sud de Tulgheș (Gyorgyo Tolgeș) infanteria inamică a fost pusă pe fugă de artileria noastră. În valea superioară a Bicazului vest graniță) lupte de artilerie. “ ” Comunicat Oficial nr. 50 din 3/16 octombrie 1916, ora 7 dimineața. La Tulgheș și în valea superioară a Bicazului violente acțiuni de artilerie. Atacurile infanteriei inamice au fost respinse. S-au luat 40 de prizonieri. “ ” Comunicat Oficial nr. 51 din 4/17 octombrie 1916, ora 7 dimineața La vest de Tulgheș atacurile inamicului au fost respinse, lupta continuă. În valea Bicazului atacurile inamice au fost de asemenea respinse. Trupele noastre își mențin pozițiile la vest de graniță. “ ” Comunicat Oficial nr. 52 din 5/18 octombrie 1916, ora 7 dimineața Acțiuni de artilerie la apus de Tulgheș și Bicaz, atacurile inamice au fost respinse. S-au făcut 90 de prizonieri. La pichetul Bolovăniș s-au luat prizonieri 2 ofițeri și 65 de oameni trupă. “ ” Comunicat Oficial nr. 53 din 6/19 octombrie 1916, ora 7 dimineața La Tulgheș și Bicaz foc de artilerie. “ ” Comunicat Oficial nr. 54 din 7/20 octombrie 1916, ora 7 dimineața Situația neschimbată [..]. “ ” Comunicat Oficial nr. 55 din 8/21 octombrie 1916, ora 7 dimineața La Tulgheș acțiune violentă de artilerie. La Bicaz trupele noastre au înconjurat din toate părțile un detașament inamic ce ocupase Muntele Siphes și l-a trecut prin baionetă. S-au luat 500 de prizonieri, 2 tuburi, 5 mitraliere, muniții și material de război. “ ” Comunicat Oficial nr. 56 din 9/22 octombrie 1916, ora 7 dimineața La Tulgheș și Bicaz situația neschimbată. “ ” Comunicat Oficial nr. 57 din 10/23 octombrie 1916, ora 7 dimineața La Tulgheș și Bicaz acțiune violentă de artilerie. “ ” Comunicat Oficial nr. 58 din 11/24 octombrie 1916, ora 7 dimineața La Tulgheș, Bicaz și în valea Trotușului, situația neschimbată. “ ” Comunicat Oficial nr. 59 din 12/25 octombrie 1916, ora 7 dimineața La Tulgheș, Bicaz și valea Trotușului situația neschimbată. “ ” Comunicat Oficial nr. 60 din 13/26 octombrie 1916, ora 7 dimineața La vest de Tulgheș acțiuni de artilerie; s-a luat Muntele Kerekhavas la sud de Bicaz. “ ” Comunicat Oficial nr. 61 din 14/27 octombrie 1916, ora 7 dimineața La Tulgheș și Bicaz s-a respins un violent atac inamic. La Hegyes un aeroplan inamic a fost doborât de focul nostru. “ ” Comunicat Oficial nr. 62 din 15/28 octombrie 1916, ora 7 dimineața La Tulgheș și Bicaz mici acțiuni și bombardament de artilerie; s-au luat prizonieri 4 ofițeri și 190 de oameni de trupă. “ ” Comunicat Oficial nr. 63 din 16/29 octombrie 1916, ora 7 dimineața La Tulgheș și Bicaz bombardament de artilerie. “ ” Comunicat Oficial nr. 64 din 17/30 octombrie 1916, ora 7 dimineața De la Tulgheș până la Predeluș, vremea rea a împiedicat orice operații. “ ” |

### Ofensiva rusă
După o intensă pregătire de artilerie declanșată la 3 noiembrie 1916, trupele Armatei a 9 ruse au lansat în Carpații Orientali un atac la 4 noiembrie 1916, cu scopul de a ajuta trupele române, aflate la sud. Astfel, după o canonadă de o zi, un atac masiv a fost declanșat asupra pozițiilor austro-ungare din zona Tulgheșului, de lângă Bâtca Arsurilor. Acționând de-a lungul văii, trupele ruse au scos trupele Diviziei 37 Infantrie austro-ungară de pe poziții, acestea retrăgându-se la cota 1350, pe o poziție situată la 2 km spre vest. De asemenea, spre nord, înălțimile Piatra Arsă (1243 m) și Țibleșul de Jos (1308 m), aflate dincolo de Seaca, au fost cucerite de ruși. Trupele austro-ungare au fost nevoite astfel să se retragă dincolo de valea Bistricioarei pe Țifra (1307 m) și în zonele înalte din jurul Borsecului.

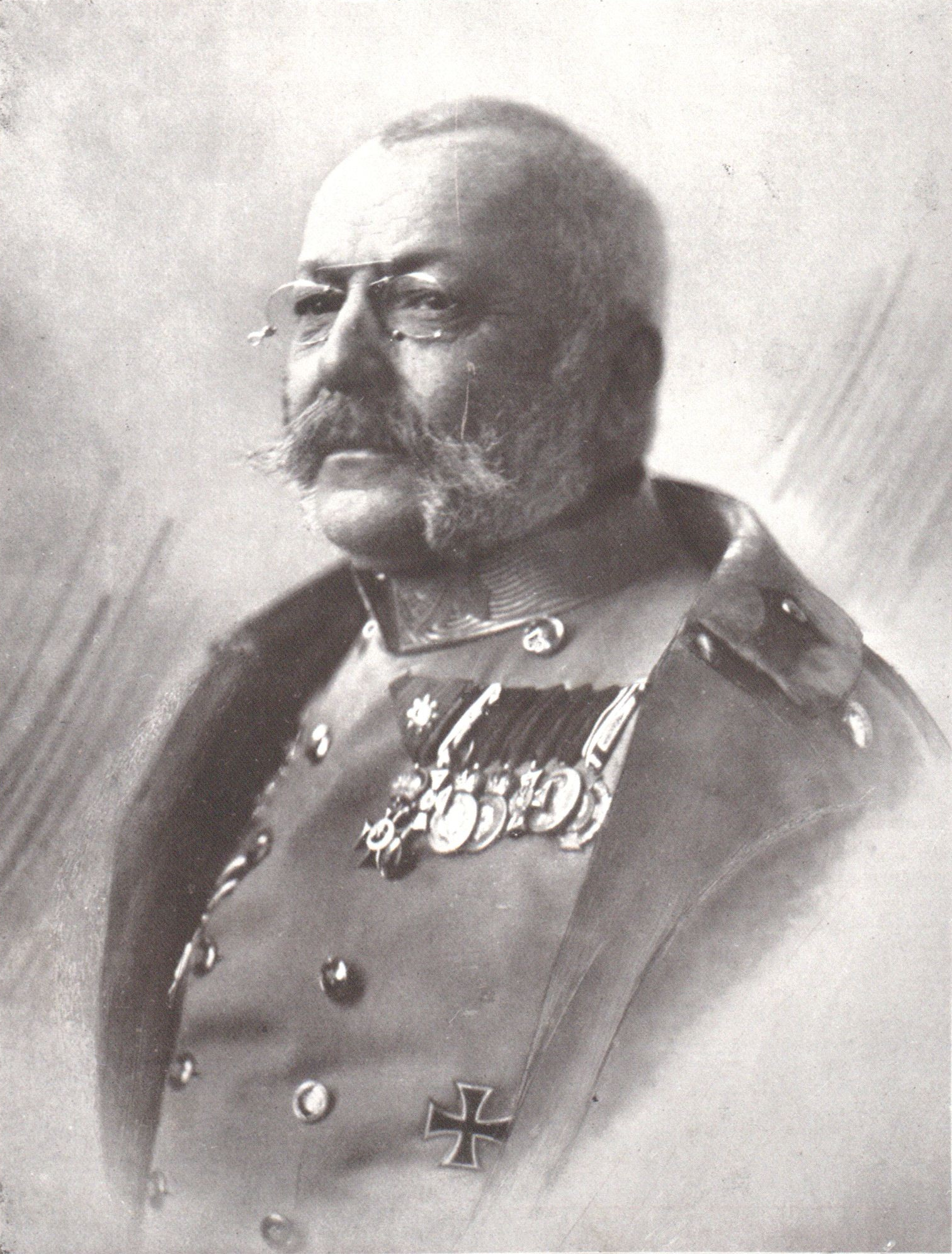
Oberkommandant Feldmarschall Erzherzog Friedrich, 1916

Aflat la Joseni în momentul critic al atacului rus, comandantul AOK, Arhiducele Friedrich, i-a promis generalului Lütgendorff ajutorul a două divizii bavareze. În data de 5 noiembrie 1916, Divizia 10 Infanterie bavareză a avansat prin Ditrău și Jolotca spre Rezu Mare (1367 m), pentru  ataca valea Putnei, comandamentul Armatei 1 austro-ungare fiind de părere că atacarea spre nord-est a trupelor ruse aflate în ofensivă prin flancul acestora, ar fi scăzut presiunea asupra liniilor austro-ungare aflate la vest, amenințate de ruperea frontului. Marea unitate dispunea de trei regimente de infanterie, de nouă baterii de artilerie de câmp și de trei baterii de artilerie pe jos. Atacul urmărea de asemenea să exploateze faptul că, trupele ruse atacau dinspre Bâtca Rotundă (1312 m) spre Capu Corhanei (1153 m) pozițiile ungare apărate de Regimentul 14 Infanterie Honvéd, pierdute ulterior de acesta la 7 noiembrie.

Cu scopul de a sprijini acțiunea, cavaleria lui Brudermann a fost pusă sub comanda operativă a lui Bandian la 6 noiembrie, iar la sud-est de Putna, Divizia 72 Infanterie austro-ungară urma să contra-atace, deși pe valea Bicazului, pozițiile ei erau și ele sub o presiune intensă. Astfel, în această zonă rușii ocupaseră deja poziția dominantă de la Capu Jidanului (1481 m) și își îndreptau rezervele spre front, în timp ce divizia rezista agățată de Bâtca Neagră (1240 m), pe un aliniament care în aceeași zi de 6 noiembrie pornea de la valea Putnei pe pârâul Șumuleu spre Stânca Șumuleu (1329 m) - Păltiniș (1339 m) - cota 1415 m de la Capu Jidanului - Lapoș (1437) - Bârnadu (1439 m) - Bâtca Neagră (1240 m).

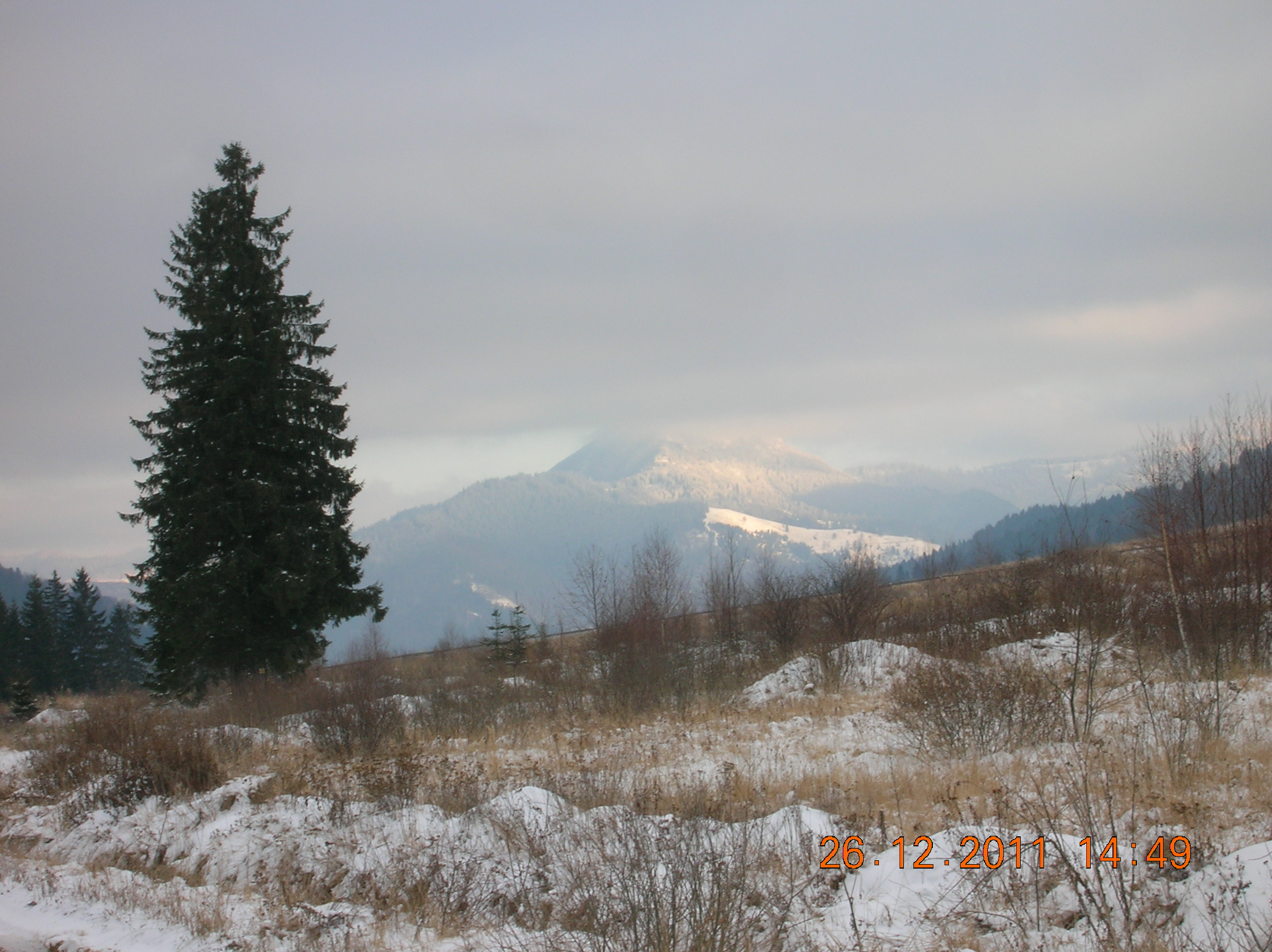
Piatra Vitoș iarna, astfel cum se vede din Pasul Țengheler.

La 7 noiembrie însă, o parte din cavaleriștii au fost trimiși să lupte ca infanteriști pe linia Fagu Înalt (1416 m) - Muntele Figheș (1479 m) - Piatra Vitoș (1444) - Vârful Lapoș, în ajutorul diviziei. Regimentul 1 Husari Honvéd a astfel ordinul de a rezista pe Piatra Vitoș (1609 m), deoarece goniți de trupele ruse care au atacat prin Pasul Balaj, soldații Diviziei 72 Infanterie austro-ungară s-au repliat dincolo de Păltiniș (1339 m) pe valea pârâului Șumuleu, spre Hagota. Atacul rus a fost oprit în cele din urmă totuși, în aceeași zi, fără ca să fie nevoie de intervenția trupelor bavareze, dar la nord trupele ruse, care au atacat spre Țibleșul Mare (1664 m) precum și din direcția Vamanului (1419 m), au reușit să ocupe Bilborul.
La 8 noiembrie, Divizia 10 Infanterie bavareză a contraatacat cu cea mai mare parte a forțelor spre Bâtca Rotundă (1312 m), precum și spre valea Putnei pe valea Rezu Mare, beneficiind dinspre Asodul Marea (1333 m) de focul tunurilor Brigăzii 37 Artilerie de câmp Honvéd. În aceași zi, la nord de Borsec trupele ruse au atacat vârfurile Țifra (1307 m) și Bâtca Mezovești (1377 m), dar trupele Regimentului 14 Infanterie  Honvéd din Divizia 37 Infanterie Honvéd au reușit să mențină linia, într-o luptă care a durat 22 de ore, deși au existat momente când vârful Țifra a trecut dintr-o mână în alta. Deoarece însă o eventuală pierdere a Borsecului de către Divizia 37 Infanterie  Honvéd ar fi compromis atacul Diviziei 10 Infanterie bavareze, Háber a cerut ajutor, astfel că de dimineață, două regimente de infanteria (22 Zweibrücken și 23 Kaiserslautern) alături de Regimentul 8 Artilerie din Divizia 8 Infanterie bavareză au debarcat la Târgu Mureș, de unde cu toate mijloacele disponibile ale Corpului XXI Armată austro-ungar, au fost aruncate în luptă spre aliniamentul Bilbor – Borsec.
Deși trupele Puterilor Centrale duceau într-o oarecare măsură lipsă de muniție de artilerie, ca urmare a situației dificile a aprovizionării pe calea ferată care trecea prin Gheorgheni, la 9 noiembrie situația tactică la nivelul frontului a început să se schimbe în favoarea acestora. Unitățile Diviziei 10 Infanterie bavareză au ajuns pe valea Putnei și împreună cu cele ale Diviziei 72 Infanterie austro-ungară au recucerit Pasul Balaj (1078 m), alături de vârfurile Păltiniș (1339 m) și Capu Jidanului (1415 m). Ca efect, unitățile Corpului 36 Armată rus s-au retras. La nord, Regimentul 16 Infanterie bavareză Passau a recuperat Bilborul, sprijinit dinspre sud de Regimentul 13 Infanterie Honvéd Bratislava. De asemenea, Regimentul 14 Infanterie Honvéd a recucerit vârful Țifra (1307 m). La 10 noiembrie bavarezii au avansat la sud spre Muntele Higheș (1502 m) și la nord spre Piatra Lăptăriei (1449 m) și Harlagia (1587), astfel că la 11 noiembrie rușii s-au retras și în nord, de pe Bâtca Arsurilor (1385 m) spre valea Barasăului și vârful Sitarului (1318 m, unde au amplasat artilerie), ceea ce a oferit trupelor Regimentului 13 Infanterie Honvéd posibilitatea de a intra în Corbu. În timpul contraatacului, trupele Diviziei 37 Infanterie Honvéd nu au avut voie să aprindă focuri, pentru a nu li se putea ghici direcția de înaintare.
Aliniamentul atins de contraatacul trupelor Diviziilor 37 Infanterie austro-ungară și 10 Infanterie bavareză a fost în seara zilei de 11 noiembrie de la nord spre sud, următorul: Vamanu (1419 m) – Piciorul Lupăriei (1373 m) – cota 1063 m – Smida Boului (1260 m) – Harlagia sud-est (1548 m) – Țifra (1307 m) – Țifra 2 km sud est (1197 m) – pârâul Seaca (791 m) – Bâtca Arsurilor (1385 m) – cota 1262 – Corbu 2 km nord cota 1264 – Capu Corhanei (1153 m) – Higheș vest (1292 m) – Pasul Balaj (1078 m). Venit în Pasul Țengheler în aceeași zi, Arhiducele Karl l-a felicitat personal pe Lütgendorff, pentru succesul defensivei care a eliberat bazinul Gheorghenilor de amenințarea Corpului 36 Armată rus, defensivă soldată cu pierderi grele pentru cele trei divizii ale Puterilor Centrale, implicate în apărarea Pasului Tulgheș.

Arhiducele Karl la 16 noiembrie 1916 în inspecție pe valea Putnei, pe drumul spre Pasul Tulgheș.
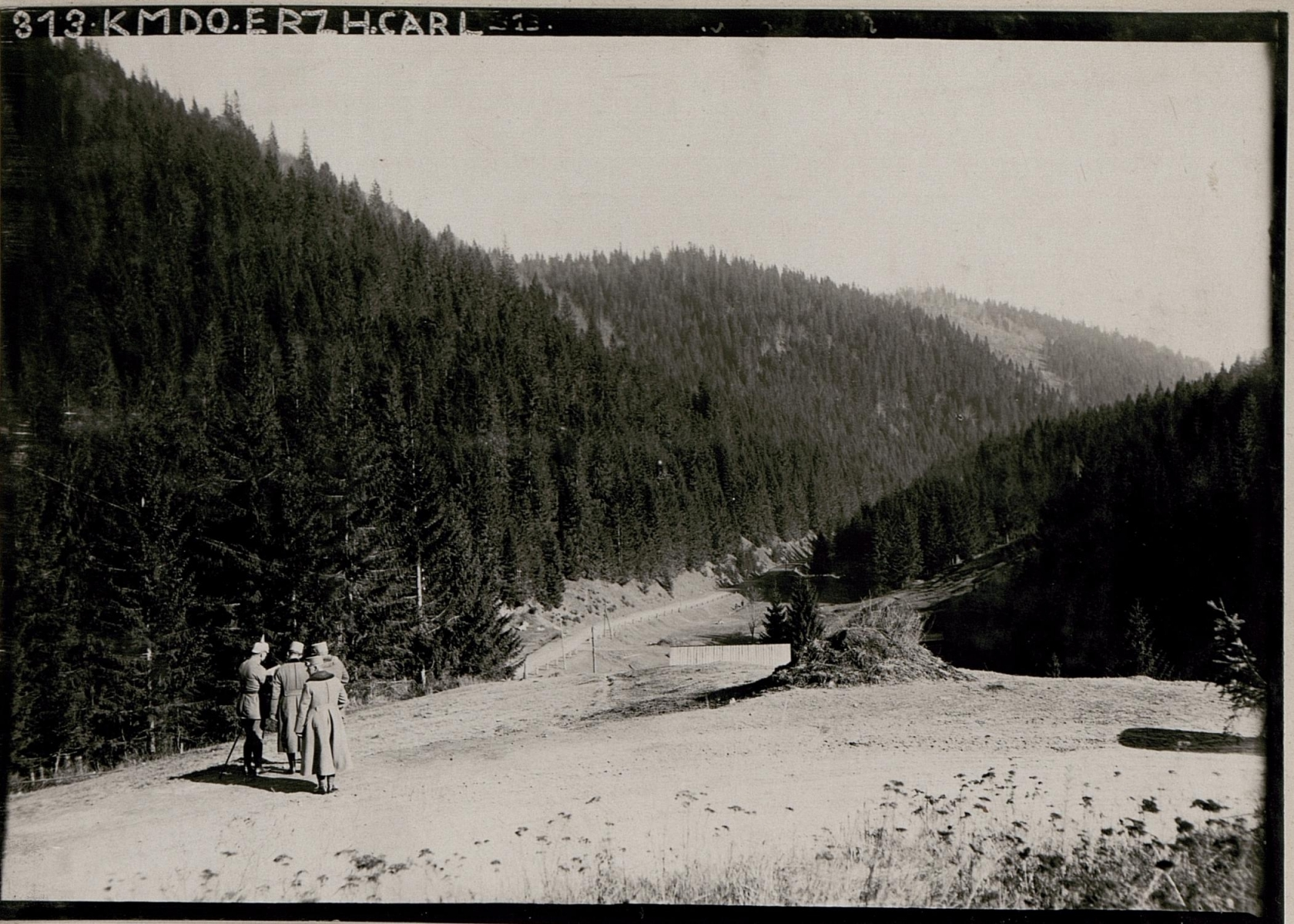
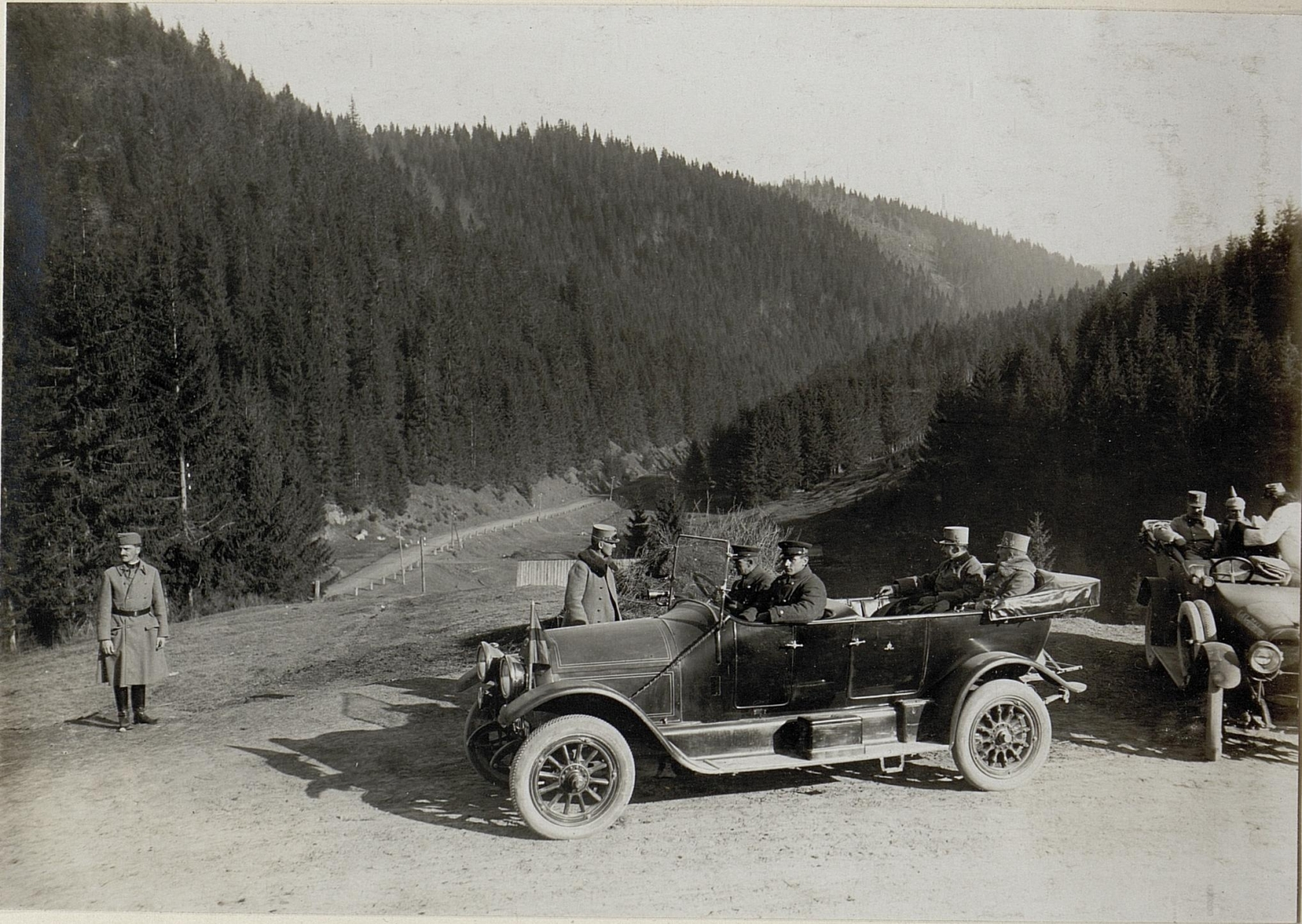
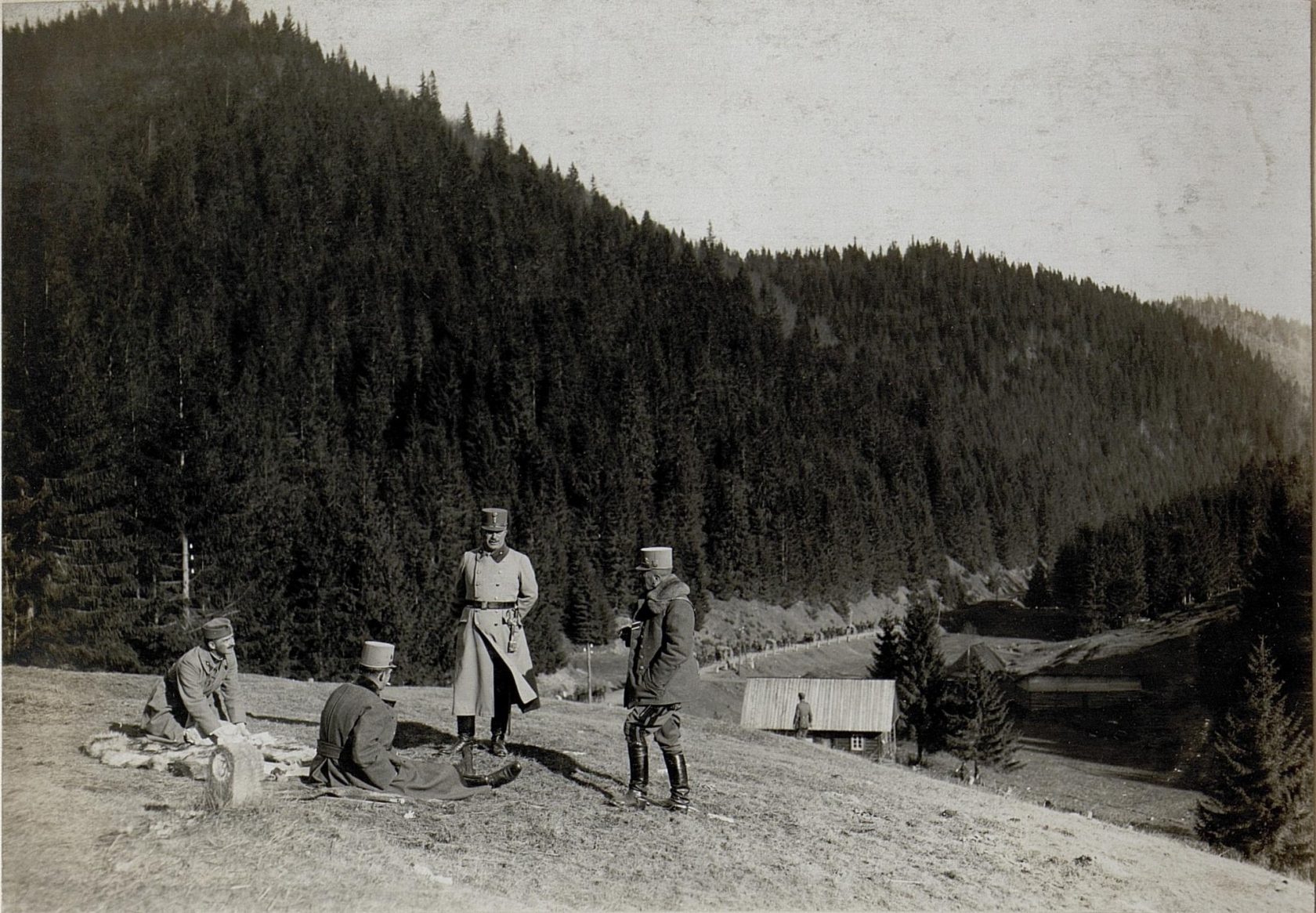
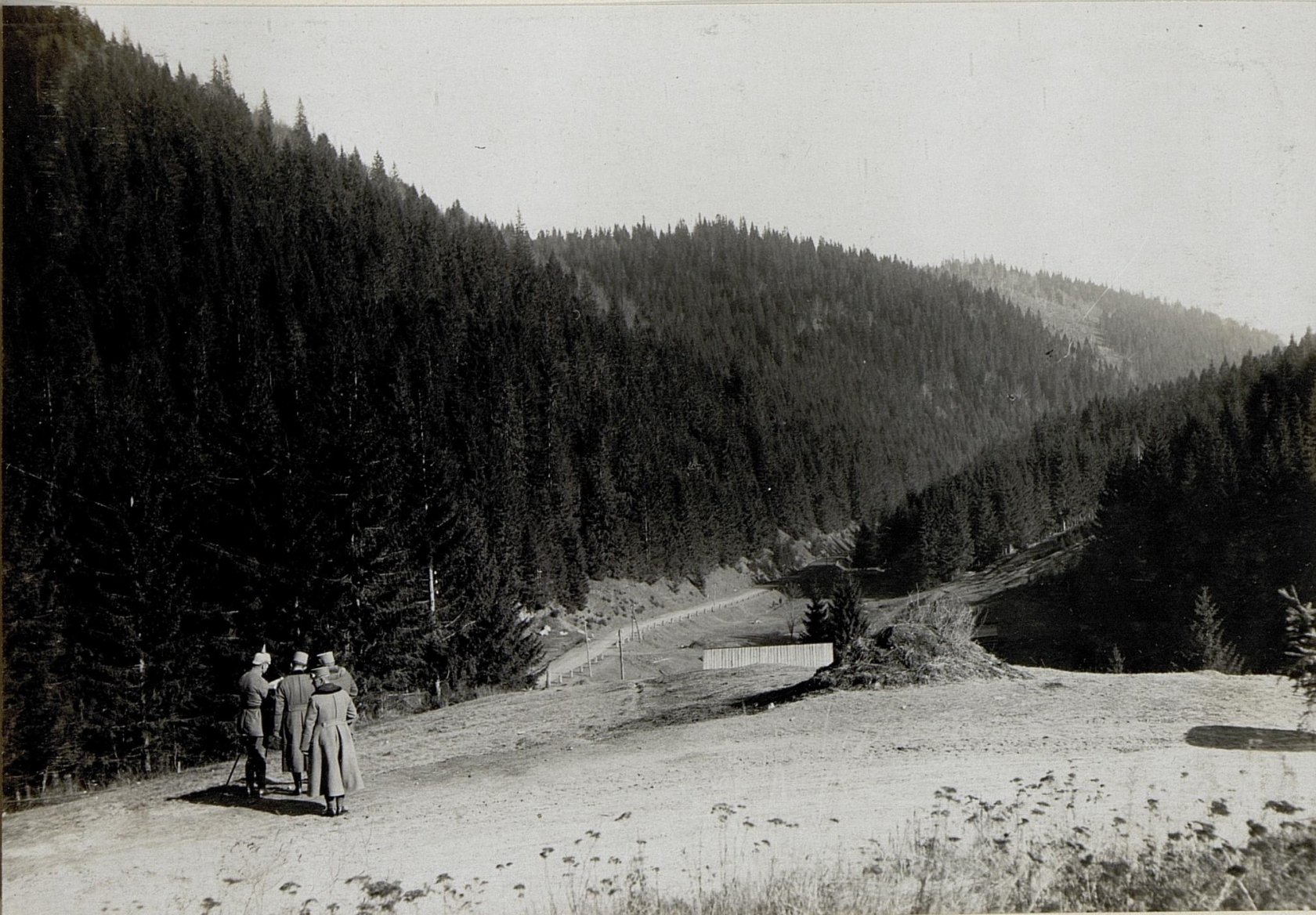

### Epilogul

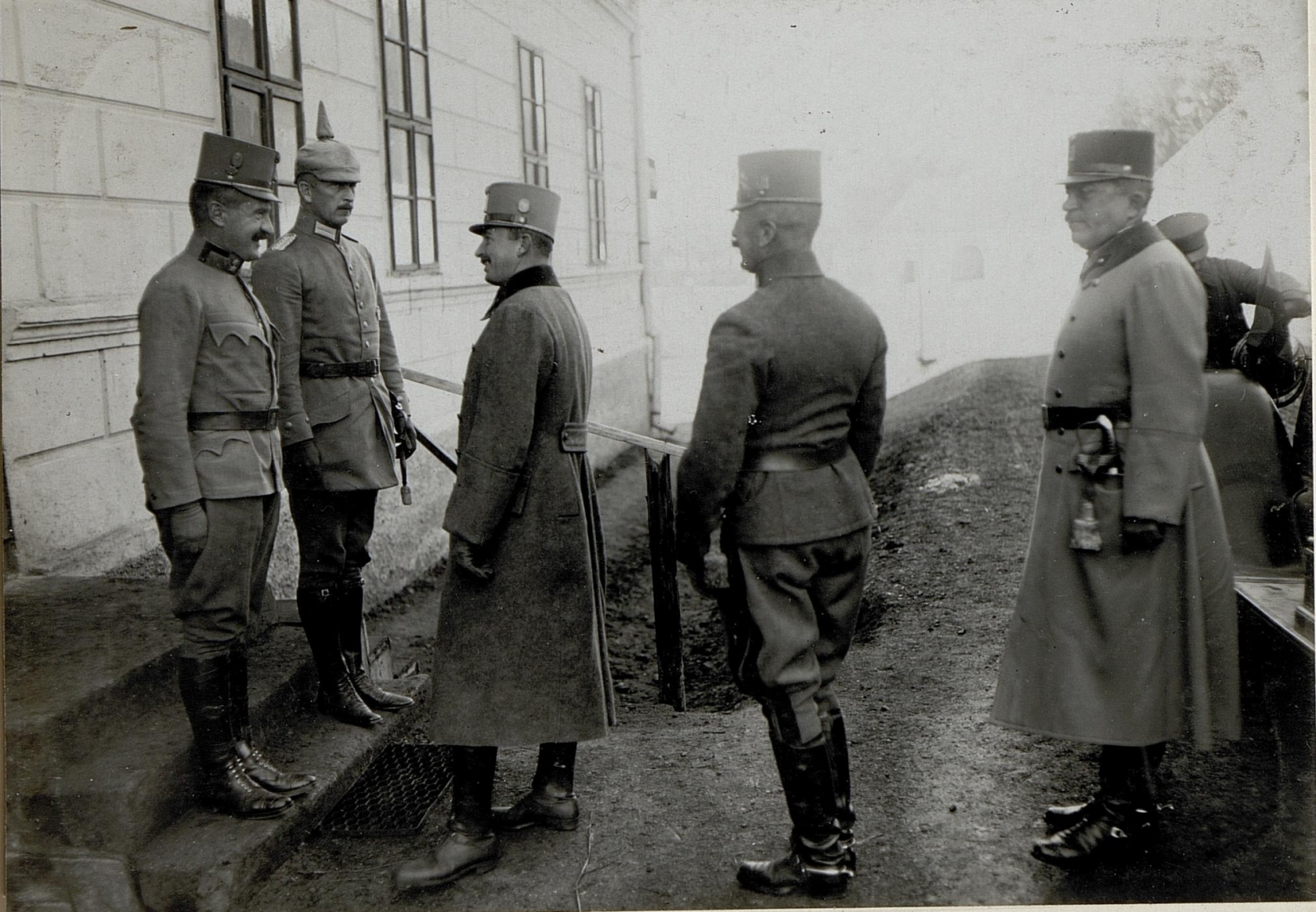
Arhiducele Karl în inspecție în 14 noiembrie 1916, la cartierul general al Corpul XXI Armată austro-ungar.

Deși Regimentul 22 Infanterie bavareză a încercat în zilele următoare să înainteze în continuare pe valea Putnei, pentru a evacua ultimele resturi de trupe ruse din Tulgheș, operațiunea a eșuat. Localitatea a rămas împărțită între inamici în următoarea perioadă, deoarece nici una dintre părți nu a mai avut suficiente rezerve, pentru a lansa o altă operațiune de amploare înspre sau dinspre zona Gheorgheni.
Spre diferență de cele întâmplate în zona Tulgheșului însă, în luna noiembrie 1916 Armata 9 germană a reușit să intre în Oltenia.   Vezi și articolul:  [[]]Vezi și articolele [[]] și [[]]Vezi și articolele A doua bătălie de pe Valea Jiului (1916), Bătălia de la Târgu Jiu (1916) și Acțiunile militare din Oltenia (1916)Vezi și articolele [[{{{7}}}]], [[{{{8}}}]], [[{{{9}}}]] și [[{{{10}}}]]Vezi și articolele [[{{{11}}}]], [[{{{12}}}]], [[{{{13}}}]], [[{{{14}}}]] și [[{{{15}}}]]Vezi și articolele [[{{{16}}}]], [[{{{17}}}]], [[{{{18}}}]], [[{{{19}}}]], [[{{{20}}}]] și [[{{{21}}}]].

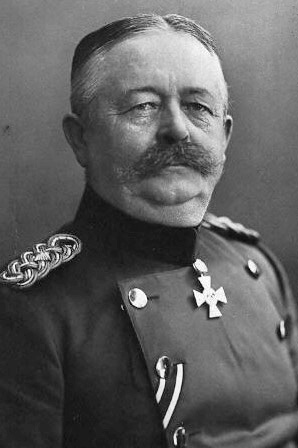
La 17 noiembrie 1916, Karl Litzmann a reunit trupele care apărau Depresiunea Gheorgheni, sub comanda sa.

La 17 noiembrie, atât trupele Corpului XXI Infanterie austro-ungar cât și Diviziile 8 și 10 Infanterie bavareze împreună cu Corpul de Cavalerie austro-ungar au fost subordonate generalului-locotenent german Karl Litzmann, aflat la Gheorgheni. Grupul Litzman avea misiunea de a împiedica pe ruși să străpungă apărarea austro-ungaro-germană, pentru astfel încât aceștia să  nu poată înainteze spre Transilvania prin flancul sudic al Armatei a 7-a austro-ungare.
La 24 noiembrie 1916, într-un moment în care trupele române se retrăseseră pe linia Oltului, o puternică ofensivă a fost declanșată de către trupele austro-ungare împotriva pozițiilor deținute de trupele ruse, la Tulgheș. S-a declanșat astfel o bătălie de o intensitate neobișnuită, dar rezultatul final a fost acela de a-i aduce pe austro-ungari într-un nou impas.
La 28 noiembrie 1916, rușii au atacat pozițiile deținute de germani pe pantele vestice ale Higheșului, fără a reuși să avanseze. În urma repetatelor lor atacuri, până la sfârșitul lunii decembrie 1916 Divizia 10 Infanterie bavareză a pierdut în această zonă 2000 de oameni. În luna decembrie, Pietrele Roșii (1215 m) erau în continuare în stăpânirea rușilor și nici în primăvara 1917 trupele austro-ungaro-germane nu reușiseră să reocupe Tulgheșul, iar Higheșul (1502 m) aflat la sud-est de localitate, era în continuare deținut de trupele ruse.
Spre sud, la 30 noiembrie rușii au atacat limitat pe valea Bicazului, fără succes însă. La rândul ei Divizia 72 Infanterie austro-ungară, a cărei principală poziție de sprijin a rămas Bâtca Neagră (1240 m), a avut în luna decembrie 1916 doar câteva acțiuni demonstrative, pentru a le devia atenția rușilor.
În luna februarie 1917, apărarea văii Putnei și a înălțimilor înconjurătoare a fost preluată de Divizia 31 Infanterie austro-ungară, iar trupele bavareze din zona Gheorgheni au fost retrase, pentru a fi trimise la sud. În condițiile dificile ale iernii 1916-1917, continuarea operațiunilor a devenit aproape imposibilă.

## Perioada 1917-1918
Fără ca intensitatea luptelor să crească în mod deosebit, în primăvara anului 1917 s-au reluat duelurile de artilerie și atacurile locale, iar trupele Diviziei 37 Infanterie Honvéd au cucerit Harlagia (1587 m). Din pozițiile lor dominante, precum Dealul Verde (1611 m), Muncelu (1691 m), Muntele Stegea (1633 m) și Vârful Sitarului (1318 m), rușii însă coordonau eficient tragerile de artilerie, făcând dificilă viața trupelor ungare, apărate cu greutate de adăposturi săpate în stâncă.
Ultimul atac al trupelor ruse a fost consemnat în timpul Ofensivei Kerenski din iulie 1917, după care efectivul defensivei ruse din zona Tulgheșului a început din toamnă, să scadă ca efect al Revoluției Ruse. De asemenea, fraternizările între soldații ambelor părți au devenit frecvente. În august 1917, doar o jumătate de regiment rus mai ocupa creasta situată la est de Seaca.
La sfârșitul lunii iulie 1917 Divizia 37 Infanterie Honvéd a fost retrasă, în locul ei fiind dislocată Divizia 15 Infanterie austro-ungară. La 6 august soldații austro-ungari au ocupat Vârful Sitarului (ceea ce a îndepărta pericolul care plana asupra Bâtcii Arsurilor) și tot la începutul lunii august 1917, trupele austro-ungare au ocupat Muncelu (1691 m) și Țibleșul Mare (1664 m), situate la nord de Seaca. Aceasta a făcut ca linia frontului să se mute ușor, spre est. În estul văii Seaca însă, pozițiile rusești erau puternic fortificate, cu buncăre și linii de sârmă ghimpată (unele zone având până la 13 bariere de sârmă). La sud, deși în 1917 s-au mai dus lupte, o parte din regimentele Diviziei 72 Infanterie austro-ungară au fost retrase de pe front. În același timp, ca urmare a creșterii proporției contingentului de soldați cehi, capacitatea combativă a Diviziei 31 Infanterie austro-ungară a scăzut treptat și în luna august 1917, marea unitate  a fost retrasă de pe valea Putnei.
În decembrie 1917 s-a semnat pe Frontul Român un armistițiu. Până în ianuarie 1918, ostilitatea ambelor taberelor rusă și austro-ungară a diminuat până aproape de dispariție în zona Tulgheșului și a văii Bicazului, iar după începerea retragerii trupelor ruse din Moldova, în luna februarie 1918 a început retragerea artileriei austro-ungare. În aceeași perioadă, au intrat și trupele austro-ungare în Tulgeșul distrus de luptele din 1916. Până la sfârșitul lunii martie 1918, Divizia 15 Infanterie austro-ungară a ocupat în zona Pasului Tulgheș poziții defensive. În primăvară soldații Corpului 21 Infanterie austro-ungar s-au alăturat muncilor agricole.
În primăvara anului 1918, Puterile Centrale au semnat acorduri de pace cu Rusia și cu România, astfel că în mai 1918, trupele austro-ungare s-au retras din Depresiunea Gheorgheni. Ca urmare a crizei ruse, Austro-Ungaria astfel a putut să profite și a trimis în primăvara anului 1918 majoritatea trupelor sale din regiune, pe frontul din Italia.
În luna noiembrie 1918, într-un moment în care Dubla Monarhie era deja în ruine, Armata României a trecut din nou în Transilvania prin Pasul Tulgheș, pentru a sprijini Unirea Transilvaniei cu România.

## In memoriam
Înainte de a pleca din Gheorgheni în aprilie 1918, generalul Kasimir von Lütgendorf a decis să sprijine construirea în Pasul Țengheler, a unui monument comemorativ al sacrificiilor făcute de soldați austro-ungari. Monumentul, o coloană de marmură provenită de la Lăzarea înaltă de 12 m care susținea un vultur tricefal, a fost inaugurat la 20 martie 1918 cu ajutorul comunității locale. Ridicarea coloanei a fost asigurată de geniștii Corpului XXI Infanterie austro-ungar. O inscripție de pe monument amintea de ziua de 11 noiembrie 1916, zi în care von Lütgendorf, Arthur Arz von Straussenburg și viitorul împărat Carol I al Austriei s-au întâlnit în acel loc, pentru a urmări victoria defensivei austro-ungare din Pasul Tulgheș, susținută împotriva trupelor ruse.
În iunie 1925, sublocotenentul rezervist Alexandru Dăscălescu, a povestit în cartea sa „Jurnal operativ de pe câmpul de războiu (cu Reg. 56 Infanterie – Antologie eroică), publicat la Roman, momentele petrecute în luptele de la Tulgheș. La fel, învățătorul Alexandru-Vasiliu Tătăruși, în cartea sa Focul cel Mare – Amintiri din Primul Război Mondial (1916-1918), a rememorat cele întâmplate în zona Tulgheșului de pe vremea când era furier al Batalionului 4 din Regimentul 56 Infanterie.
Amintirile despre luptele purtate aici în Primul Război Mondial și urmele acestora s-au estompat treptat, în cursul secolului XX. În perioada interbelică, prin demersurile Societății „Cultul Eroilor” s-au identificat în zonele Tulgheșului și a văii Bicazului mormintele și cimitirele militare ale celor căzuți în lupte. Deși unele date pun la îndoială atât împărțirea acestora pe naționalități cât și cifra exactă a celor morți înmormântați aici în diverse zone, totalul înregistrat în acea epocă este de 2963 de militari decedați. Cu siguranță însă că totalul real al morților este mult mai mare.
Astfel, în ce privește militarii români care au luptat în această zonă:
- la Capu Corbului se află un cimitir militar românesc în curtea bisericii ortodoxe cu 40 de morminte, iar pe valea Seaca altul, cu aproximativ 50 de morminte.[66] Pe muntele Poiana Mare, la 13 km de Tulgheș, există un cimitir similar, care conține rămășițele a 49 de soldați în morminte individuale.[67]
- la Gura Secului (la ieșirea din Toplița, pe drumul spre Borsec), se află Monumentul-mausoleu al eroilor căzuți în Primul Război Mondial. Acesta a fost construit ca urmare a inițiative Societății „Cultul Eroilor“  de centraliza osemintele ostașilor români înhumați în morminte izolate și a fost inaugurat în anul 1925,[68] fiind finalizat în 1927. Este înalt de 6 m și este construit din blocuri de piatră,[66] pe zidurile construcției fiind montate 18 plăci de marmură albă și marmură neagră, pe care sunt înscrise nume ale unor militari decedați. Criptele adăpostesc rămășițele a 771 de militari din trupele române căzuți în luptele din 1916, din care doar 25 identificați[68] precum și rămășițe ale unor soldați căzuți în cel de-Al Doilea Război Mondial. Monumentul fost restaurat în anul 2011.[66]
- În partea estică a Depresiunii Bilbor, pe culmea Harlagia se află un monument.[66]
- La Tulgheș pe muntele Poiana Mare,[69] limitrof DJ127 lângă punctul de vărsare în Putna al pârâului Marcu[70] se află un Cimitir al Eroilor, creat prin reînhumarea cu ceremonial militar în ziua de 20 august 1989,[69] a 49 de soldați români,[67] căzuți în zone precum Baret, Pietrele Roșii, Covorea, Putna și valea Jidanului.[69]

Există și alte monumente  cu sens comemorativ, dedicate cu sens generic soldaților care au căzut în Primul Război Mondial la Bilbor, la Corbu (situat în curtea bisericii) și la Tulgheș (situat în cimitirul localității).